# انتخابات الرئاسة المدغشقرية 2001
انتخابات الرئاسة المدغشقرية 2001 هي الانتخابات الرئاسية التي جرت في 2001، في مدغشقر، لانتخاب رئيس مدغشقر، فاز بالانتخابات مارك رافالومانانا.